# Nina Alexejewna Schuk
Nina Alexejewna Schuk, geborene Bakuschewa (russisch Нина Алексеевна Жук (Бакушева); englisch Nina Zhuk; * 6. Juli 1934 in Sawino, Oblast Jaroslawl, Russische SFSR, Sowjetunion) ist eine ehemalige sowjetische Eiskunstläuferin, die im Paarlauf startete.
Sie trat im Paarlauf an der Seite ihres Ehemannes Stanislaw Schuk an. Mit ihm wurde sie 1957 bis 1959 sowie 1961 sowjetische Paarlaufmeisterin. 1958 wurden sie in Bratislava Vize-Europameister hinter den Tschechoslowaken Věra Suchánková und Zdeněk Doležal. Es war die erste Medaille für die Sowjetunion bei Eiskunstlauf-Europameisterschaften und der Beginn einer langen Erfolgstradition sowjetischer Eiskunstläufer, besonders im Paarlauf. 1959 und 1960 wurden die Schuks erneut Vize-Europameister, beide Male hinter Marika Kilius und Hans-Jürgen Bäumler. Bei Weltmeisterschaften traten sie nur zweimal an, ihr bestes Ergebnis war der fünfte Platz bei der Weltmeisterschaft 1960. Ihre einzigen Olympischen Spiele beendeten sie 1960 in Squaw Valley auf dem sechsten Platz. 
Nina Schuk ist die Schwägerin der Olympiazweiten im Paarlauf von 1968, Tatjana Schuk.

## Ergebnisse

### Paarlauf
(mit Stanislaw Schuk)
| Wettbewerb / Jahr           | 1956 | 1957 | 1958 | 1959 | 1960 | 1961 |
| --------------------------- | ---- | ---- | ---- | ---- | ---- | ---- |
| Olympische Winterspiele     |      |      |      |      | 6.   |      |
| Weltmeisterschaften         |      |      | 8.   |      | 5.   |      |
| Europameisterschaften       |      | 6.   | 2.   | 2.   | 2.   |      |
| Sowjetische Meisterschaften | 3.   | 1.   | 1.   | 1.   |      | 1.   |